# Giuseppe Bagliani
Giuseppe Bagliani (Genova, 3 agosto 1930 – Tortona, 2 gennaio 2001) è stato un calciatore italiano, di ruolo centrocampista.

## Carriera
Centrocampista incontrista di sostanza, debuttò in Serie B nella stagione 1949-1950 con l'Alessandria dove rimase fino al 1955, per un totale di 75 presenze in Serie B.
Nel 1955 si trasferì al Siracusa, dove gioca per altri due anni in Serie C.
Morì nel 2001, a 70 anni, per un malore poco dopo una partita di Tennis..